# Víctor Azúcar
Víctor Manuel Azúcar Urrutia (San Salvador; 20 de septiembre de 1946-Ciudad de México; 20 de enero de 1979) fue un futbolista salvadoreño que jugaba como delantero.

## Trayectoria
Creció en la calle principal de la colonia Santa Margarita de Cuscatancingo con sus padres y cinco hermanos. Inició jugando fútbol en el Popular Centro Salesiano Ricaldone.
A sus 19 años, es unido a las filas del CD Curazao de la Cuarta División de El Salvador, dando el gran paso a la Primera División con el CD Adler al año siguiente. Se mantuvo con el equipo hasta 1972, para jugar con el CD San Lorenzo de la Segunda División y ahí retirándose.

## Selección nacional
En 1967, es convocado al Preolímpico de Concacaf de 1968 con la selección de El Salvador, logrando calificar a los Juegos Olímpicos de México. En el torneo, jugó los partidos ante Israel y Ghana.
En diciembre del mismo año, actuó en las clasificatorias para la Copa Mundial de 1970, ayudó a calificar a su país a la Copa del Mundo en México con tres goles, sin embargo, no fue convocado.

### Participaciones en Juegos Olímpicos
| Torneo                   | Sede   | Resultado    |
| ------------------------ | ------ | ------------ |
| Juegos Olímpicos de 1968 | México | Primera fase |

## Clubes
| Club        | País        | Año       |
| ----------- | ----------- | --------- |
| Curazao     | El Salvador | 1965      |
| Adler       | El Salvador | 1966-1972 |
| San Lorenzo | El Salvador |           |